# Topiłówka (osada leśna)
Topiłówka – osada leśna w Polsce położona w województwie podlaskim, w powiecie augustowskim, w gminie Augustów. 
W latach 1975–1998 miejscowość administracyjnie należała do województwa suwalskiego.